# Sergio González Soriano
Sergio González Soriano, besser bekannt als Sergio, (* 10. November 1976 in L’Hospitalet de Llobregat) ist ein spanischer Fußballtrainer und ehemaliger Fußballspieler.

## Spielerkarriere

### Vereine
Sergio begann seine Profikarriere 1994 bei CE l’Hospitalet in der Segunda División B. Nach einer überzeugenden Spielzeit wurde er von Espanyol Barcelona verpflichtet, aber zunächst nur in der zweiten Mannschaft eingesetzt, die in derselben Spielklasse spielte. 1997 gelang ihm der Sprung in die in der Primera División spielende erste Mannschaft. 2000 gewann er mit der Mannschaft die Copa del Rey. Ein Jahr später verließ er den Verein in Richtung Deportivo La Coruña, wo er bis 2010 spielte. 2002 konnte er ein zweites Mal den Gewinn der Copa del Rey feiern.

### Nationalmannschaft
Sergio ist ehemaliger spanischer Nationalspieler. Sein Debüt hatte er am 24. März 2001 gegen Liechtenstein. Wegen der starken Konkurrenz im Mittelfeld kam er nur auf elf Einsätze, dennoch nahm er an der Weltmeisterschaft 2002 teil. Sergio spielte zudem von 1999 bis 2013 in der katalanischen Auswahl.